# 李偉霆
李偉霆（英文：Sean Li，1981年9月17日—），曾名李家濠，香港模特兒及演員，曾爲邵氏兄弟與無綫電視旗下藝人。他曾在電影《永久居留》擔任男主角。

## 生平
李家濠是中國和馬來西亞的混血兒，曾在英國巴斯大學修讀電腦電子傳訊工程。他熱愛運動及拳擊武術，曾參與英國全國跆拳道比賽，負腳傷上陣仍然勇奪銀牌。
李家濠於英國工程系畢業後，首次演出短片《Have a Ball》，飾演一名私家偵探。初登大銀幕的經驗激發了他對電影拍攝之興趣。
李家濠在畢業後回港，一次偶然機會被星探發掘，便開展其模特兒事業。2019年加入無綫電視，改名「李偉霆」，並主持節目《港生活·港享受》，也拍攝多套無線電視的電視劇集，包括《大醬園》，《愛回家之開心速遞》等。

## 演出作品

### 廣告
- Intel
- 諾基亞
- 百事可樂
- Papyrus
- 各銀行及保險公司廣告等，遍及亞洲區。[1]

### 電影
李家濠曾擔當模特兒工作，在一次機緣下認識了導演雲翔，並應邀参與了兩部電影：
- 2008年－《無野之城》，幕前客串，幕後聲音演出。
- 2009年－《永久居留》，主角，與洪智傑合作。

經歴過數次参與電影幕前幕後的演出，李家濠到了美國紐約Lee Strasberg Theatre and Film Institute修讀電影課程，務求以最佳狀態投入拍攝。雖然兩部電影均涉及同性戀題材，但李家濠稱自己絕不介意，他覺得電影內角色完全不屬於自己，不過會投入去做，因為家人以及女朋友都很支持他。
參加其他導演電影作品
- 2011年－《寻人奇事》，导演：康正昊
- 2011年－《亲密敌人》，饰 赛蒙   导演：徐静蕾
- 2012年－《CAMERA》， 导演：梁思众
- 2013年－《THE SCRYING》

### 電視劇（無綫電視）
| 首播   | 劇名              | 角色                 |
| 2020年 | 大醬園            | 馬 汀                |
| 2020年 | 愛·回家之開心速遞 | 區宗澤（第968集）    |
| 2020年 | 愛·回家之開心速遞 | 黃 生（第1171集）    |
| 2020年 | 使徒行者3         | 古惑仔               |
| 2020年 | 非凡三俠          | 醫 生                |
| 2021年 | 逆天奇案          | 嵐前男友             |
| 2021年 | 刑偵日記          | 全                   |
| 2021年 | 把關者們          | 勇手下               |
| 2021年 | 星空下的仁醫      | 杜 生                |
| 2021年 | 愛上我的衰神      | 主 管                |
| 2022年 | 飛虎之壯志英雄    | 郭兆倫               |
| 2022年 | 雙生陌生人        | 客 人                |
| 2022年 | 回歸              | 餐廳經理（第12集）   |
| 2022年 | 美麗戰場          | CID（第20集）        |
| 2022年 | 輕·功             | 如前夫（第15集）     |
| 2022年 | 愛·回家之開心速遞 | 小巴司機（第1764集） |
| 2023年 | 隱形戰隊          | 馬 雷                |
| 2023年 | 愛·回家之開心速遞 | 小巴司機（第1953集） |
| 2023年 | 新聞女王          | 孔衛權               |
| 2025年 | 奪命提示          | 甘 澤                |
| 2025年 | 執法者們          | Dr. Tsang            |

## 節目
- 2019年起：港生活·港享受，擔任主持
- 2021年：明星運動會

## 外部連結
- 李家濠的Facebook
- 李偉霆的新浪微博